# Niels Mikkelsen Aalborg
Niels Mikkelsen Aalborg, 16. september 1562-23. oktober 1645, var en dansk præst.
Denne flittige Folkeskribent var født i Aalborg 16. Sept. 1562. I sin Ungdom havde han et svageligt Legeme, og dette gav Anledning til, at han som Student først lagde sig efter Medicinen, som han studerede baade i Kjøbenhavn og Rostock. Senere ombyttede han denne Videnskab med Theologien og blev 1590 Præst paa Hammershus Slot i Skaane. 1595 tog han Magistergraden og blev 1600 Sognepræst i Noseby og Aaridsløf, ligeledes i Skaane, og siden tillige Provst i Villands Herred. Her begyndte han sin frugtbare Forfattervirksomhed, og han holdt sig, hvilket var et Særsyn i de Tider, udelukkende til Modersmaalet. Den danske Litteratur var endnu saa fattig paa Skrifter egnede til Folkelæsning, at en Forfatter, hvis flittige Stræben gjennem et langt Liv gik ud paa at skaffe en saadan Litteratur til Veje, fortjener Opmærksomhed og Tak, selv om han for en Del lod sig nøje med en Oversætters mere beskedne Rolle. A. blev dog ogsaa original Forfatter; men det kom ham dyrt at staa. Han havde nemlig skrevet en Forklaring af Johannes’ Aabenbaring, som han 1609 i Manuskript leverede den theologiske Professor Dr. Hans Poulsen Resen med Begjæring om, at han vilde gjennemlæse Arbejdet, for at det kunde faa det theologiske Fakultets Approbation til Trykken. Efter at Værket havde ligget et halvt Aars Tid hos Resen, mindede Forfatteren om det gennem sin Ven, den anden theologiske Professor Dr. Cort Aslaksen, og Følgen var, at Resen nogen Tid efter sendte Værket til denne med den Besked, at han ikke fandt noget at bemærke derved, men ansaa det for et godt Arbejde. Hos Doktor Cort laa det nu atter et halvt Aars Tid; han kigede hist og her i det, men mente sig fritagen for at læse det helt igjennem, da Resen alt havde givet det sit Bifald; og da Forfatteren, hvem Ventetiden blev lang, atter mindede om Sagen, svarede Aslaksen, at han kunde sende Fortalen, saa skulde han nok besørge det fornødne med Bogtrykkeren. Endelig kom Bogen da ud 1611, og der var foreløbig ingen, der bemærkede noget stødende ved den. Imidlertid blev A. 1612 forflyttet til Sognepræst i Helsingborg og Provst i Lugude og Sønder-Asbo Herreder og syslede nu med andre litterære Arbejder, da paa én Gang et truende Uvejr trak op over hans Hoved. Ved et uforsigtigt Brev til Præsten M. Oluf Kock, der blev dømt fra sit Embede paa Grund af sin Hælden til Kalvinismen, havde A. nemlig forraadt, at han nærede levende Sympathi for Kocks Kamp mod Resen, og nu kom det op, at han i Forklaringen af Aabenbaringen havde ytret en Anskuelse, der betragtedes som kjættersk, nemlig Haabet om, at Hedninger, der her i Livet ikke havde hørt noget om Frelseren, dog ved Guds Naade kunde blive salige. En Retssag indlededes imod ham, og skjønt han kunde paaberaabe sig, at Værket havde faaet den akademiske Approbation, blev han dog afsat fra sit Embede 1614, da det viste sig, at ingen af Professorerne havde gjort sig den Ulejlighed at læse Bogen helt igjennem. Efter i nogle Aar at have været uden Embede blev A. dog atter forsonet med Resen, der imidlertid var bleven Sjællands Biskop, hvorpaa han 1619 blev Sognepræst ved den da nys opførte Holmens Kirke i Kjøbenhavn, fra hvilket Embede han paa Grund af Alder og Svaghed fik sin Afsked 1638, men levede dog endnu i 6 Aar, og døde i en høj Alder 1645. Hans Hustru, Anne Axelsdatter, overlevede ham. -- A.s Forfatter- og Oversættervirksomhed strakte sig over et vidt Felt og omfattede historiske, theologiske, medicinske og økonomiske Æmner. Mere vilde han have udgivet, hvis ikke Censuren var traadt hindrende i Vejen. En af ham udgiven Lægebog har oplevet forskjellige Oplag og findes endnu hist og her blandt Almuen. Det samme gjælder enkelte af hans opbyggelige theologiske
Skrifter.

## Fodnoter
1. ↑  Se immatrikulation af Niels Mikkelsen i Rostock Matrikelportal